# Lissoclinum cornutum
Lissoclinum cornutum är en sjöpungsart som beskrevs av Monniot 1992. Lissoclinum cornutum ingår i släktet Lissoclinum och familjen Didemnidae. Inga underarter finns listade i Catalogue of Life.